# Β加速器

β加速器又稱電子感應加速器，是一種加速電子（β粒子）的粒子加速器，第一座β加速器是在是1940年在美國伊利诺伊大学厄巴纳-香槟分校運行。它主要是由一個環狀真空管嵌在一做巨大的電磁鐵中，其中電磁鐵的的繞組是平行於環狀真空管，而在這些繞組中的交變電流產生一週期性改變方向的變更磁場。這些磁场就可以用於加速和改變電子的方向。